# Czarnowęsy
Czarnowęsy [tʃarnɔ'vɛ̃sɨ] (deutsch Zarnefanz) ist ein Dorf der Woiwodschaft Westpommern in Polen. Es gehört zur Gmina Białogard (Gemeinde Belgard) im Powiat Białogardzki (Belgarder Kreis).

## Geographische Lage
Czarnowęsy liegt acht Kilometer südlich von Białogard im Tal der Mogilica (Muglitz) und nördlich des Gora Płakosz (Höflingshöhe) mit seinen 590 Höhenmetern. Bis 1945 war der Ort mit eigener Station an die Bahnstrecke Berlin – Stettin – Danzig angeschlossen, heute hält der Zug in Rąbino (Groß Rambin) und in Białogard. Straßenverkehrsmäßig ist Czarnowęsy durch die Nebenstraße von Białogard nach Rąbino über Gruszewo (Grüssow) erschlossen.

## Name
Der deutsche Name „Zarnefanz“ ist wendischen Ursprungs und bedeutet „schwarze Schlange“. Die Bezeichnung rührt wohl her von der Tatsache, dass sich vor Jahrhunderten am westlichen Ufer der Muglitz ein mit Erlen bewucherter Morast wie eine Schlange kilometerlang hinzog.

## Geschichte
Zarnefanz soll in der Mitte des 15. Jahrhunderts gegründet worden sein. Zu dem Guts- und Bauerndorf gehörte das Vorwerk Hechthausen, das früher sogar eine selbständige Besitzung derer von Hechthausen war. Einst gehörte Zarnefanz dem Hofgerichtspräsidenten von Münchow, der es an seinen Sohn, Landrat von Münchow, vererbte. Von diesem ging der Besitz an Charlotte von Ackermann geborene von Münchow.
Im Jahre 1800 wurde Zarnefanz an Hans von Winterfeld verkauft, ihm folgten noch zahlreich wechselnde Besitzerfamilien, bis der Besitz  in die Hände derer von der Lühe gelangte.
Im Jahre 1939 zählte die 1180,2 Hektar große Gemeinde 265 Einwohner in 67 Haushaltungen. Neben dem Rittergut gab es 15 größere und zahlreiche kleinere Bauernbetriebe.
Zarnefanz gehörte zum Bezirk des Standesamts Lenzen und zum Amtsgerichtsbereich Belgard. Letzter deutscher Bürgermeister war Richard Neitzel.
Anfang März 1945 drangen Truppen der Roten Armee in Zarnefanz ein. Die Dorfbewohner wurden vertrieben. Der Ort kam mit dem Namen Czarnowęsy in polnische Hand und ist heute Teil der Landgemeinde (gmina wiejska) Białogard.

## Amt Zarnefanz
Die Gemeinden Boissin, Naffin, Ristow und Zarnefanz bildeten den Amtsbezirk Zarnefanz im Landkreis Belgard (Persante).

## Kirche

### Kirchengemeinde
Zarnefanz bildete mit Naffin bis 1945 eine eigene Kirchengemeinde und gehörte mit den Kirchengemeinden Lenzen und Boissin zum Kirchspiel Lenzen im Kirchenkreis Belgard in der Kirchenprovinz Pommern der evangelischen Kirche der Altpreußischen Union. Das Kirchenpatronat für Zarnefanz hatte die Rittergutsfamilie von der Lühe inne.
Das Kirchspiel Lenzen zählte im Jahre 1940 2019 Gemeindeglieder, von denen 570 zur Kirchengemeinde Zarnefanz gehörten.
Heute gehört Czarnowęsy zur Kirchspiel Koszalin (Köslin) in der Diözese Pommern-Großpolen der polnischen Evangelisch-Augsburgischen Kirche.

### Dorfkirche
Das Zarnefanzer Gotteshaus war ein schlichter Fachwerkbau mit schindelgedecktem Turm, der wegen Baufälligkeit allerdings 1960 abgerissen werden musste. Die älteste Kirchenglocke wurde 1556 gegossen. Zur Ausstattung gehörte eine Messing-Taufschale, die der Gutsbesitzer von Hechthausen der Kirche zum Geschenk gemacht hatte.

## Schule
An der einklassigen Volksschule in Zarnefanz unterrichtete als letzter deutscher Lehrer Fritz Drawer.

## Söhne und Töchter des Ortes
- Waldemar von Puttkamer-Kolziglow (1835–1903), deutscher Rittergutsbesitzer und Mitglied des Deutschen Reichstags